# فرقه جودو
فرقهٔ جُودُو یا جُودُو–شو (به ژاپنی: 浄土宗, Jōdo-shū) شاخه‌ای از دین بودایی است که در سال ۱۱۷۵ به دست راهبی به نام هون‌ئن تأسیس شد.